# Melekeok

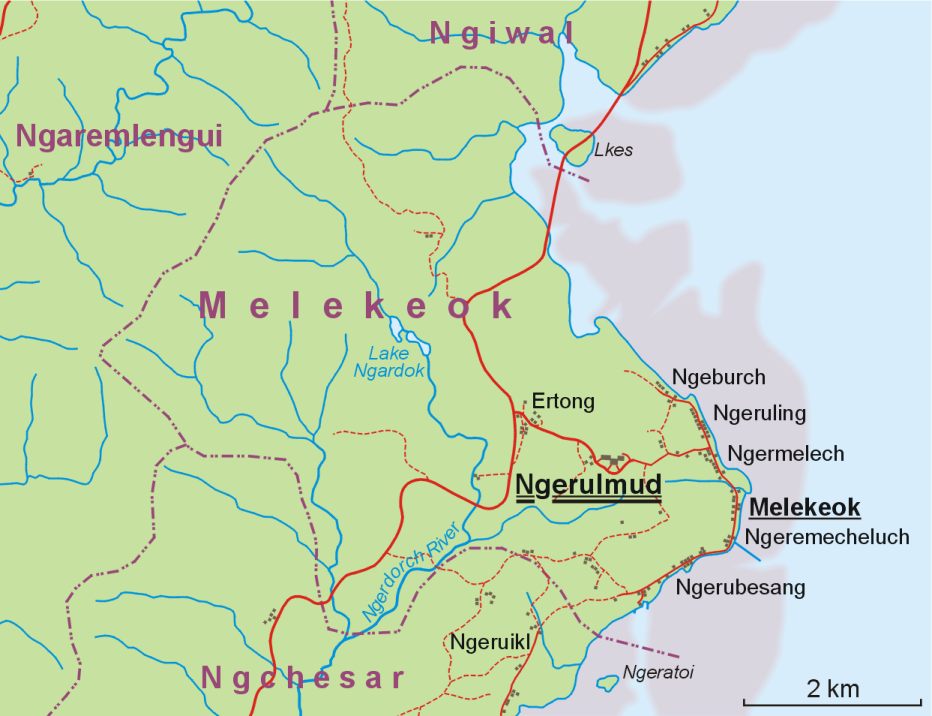
Bản đồ bang Melekeok

Melekeok là một bang của Cộng hòa Palau, ở chính giữa phía đông bờ biển của hòn đảo Babeldaob. Thủ đô mới của Cộng hòa Palau Ngerulmud cũng thuộc bang này. Bang có các bãi biển dài, ngọn đồi, rặng núi dốc, sông, hồ nước ngọt tự nhiên lớn nhất và tại Cộng hòa Palau và Micronesia, Hồ Ngardok.

## Địa lý
Melekeok nằm trên bờ biển phía đông của hòn đảo lớn nhất trong quần đảo Palau, Babeldaob hoặc Babelthuap trong một số trường hợp. Bang Melekeok kéo dài từ một đầm phá trên bờ biển phía đông, đến Rael Kedam về phía tây, tổng diện tích 28 km². Bang có chung biên giới với bang Ngiwal ở phía bắc, bang Ngchesar về phía nam, và bang Ngaremlengui về phía tây. Bờ biển của tiểu bang bao gồm các  bãi biển dài và rừng ngập mặn; nội địa là những đầm lầy, dốc, ngọn đồi bao phủ bởi thảm thực vật thưa thớt, và rừng rậm dọc theo sườn phía đông của Rael Kedam Divide.
Melekeok có Hồ Ngardok là nguồn nước ngọt tự nhiên lớn nhất trong Micronesia rộng tới 4,93 km ², nó có một số cá sấu nước mặn Crocodylus porosus.

## Nhân khẩu
Theo điều tra dân số năm 2005, 391 người cư trú ở bang Melekeok. Họ ở trong bảy thôn, bao gồm cả làng Melekeok:
1. Melekeok (271)
2. Ertong (20)
3. Ngeburch (34)
4. Ngeremecheluch (38)
5. Ngermelech (5)
6. Ngerubesang (12)
7. Ngeruling (21)

## Thư viện ảnh

Cờ Bang Melekeok
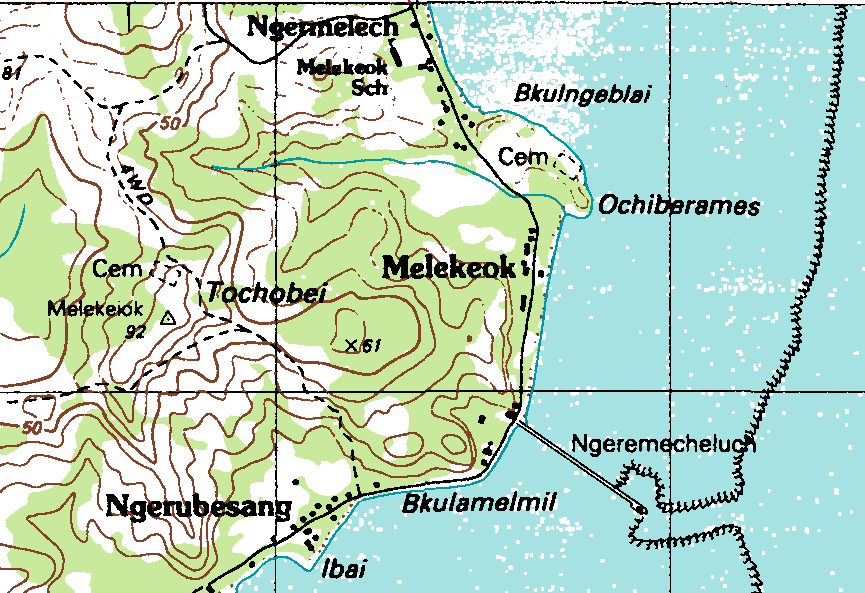
Khu vực Melekeok trên bản đồ địa hình